# Gnidkvarn

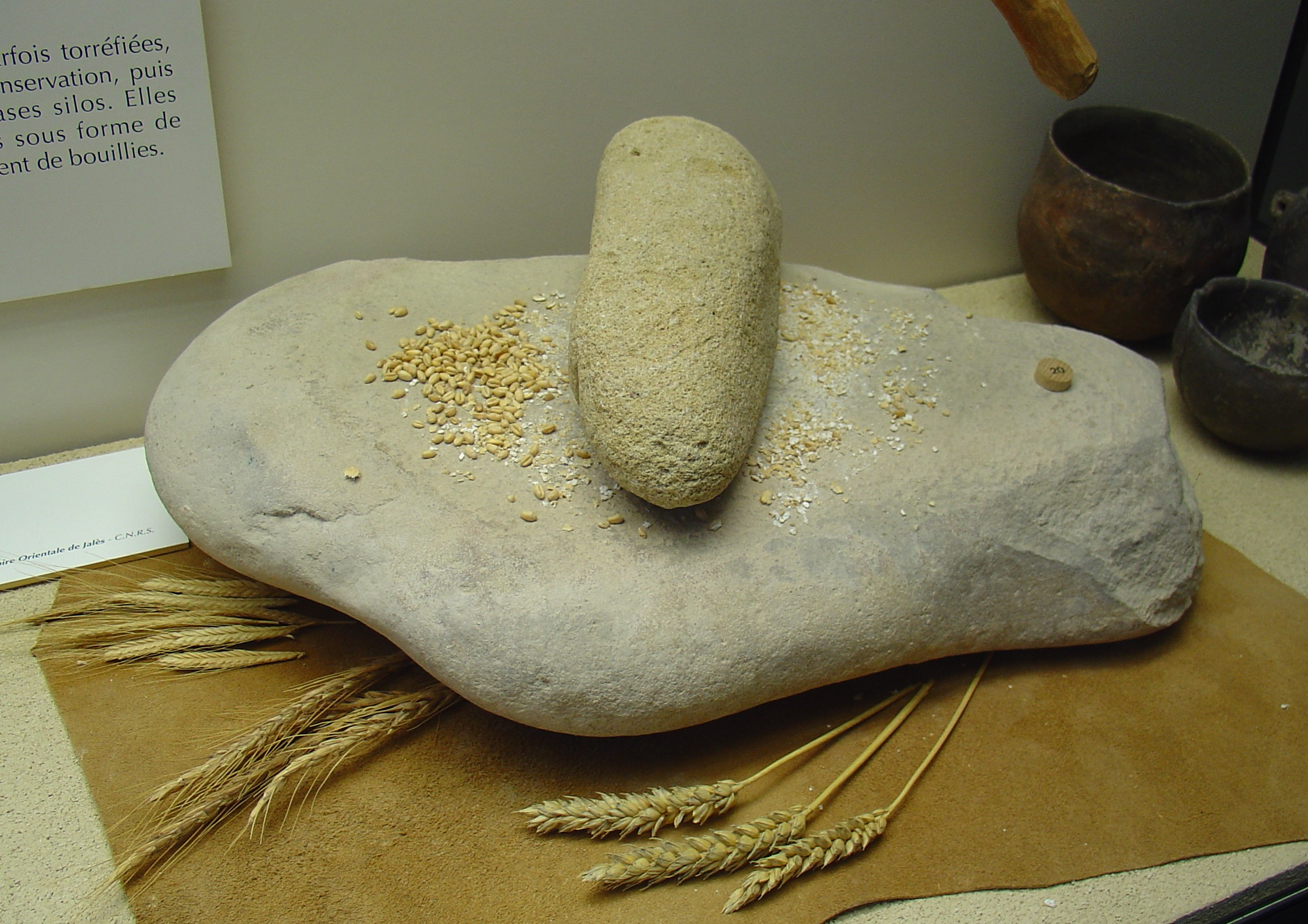
Gnidkvarn från neolitisk tid från Orgnac-l'Aven, Ardèche i Frankrike

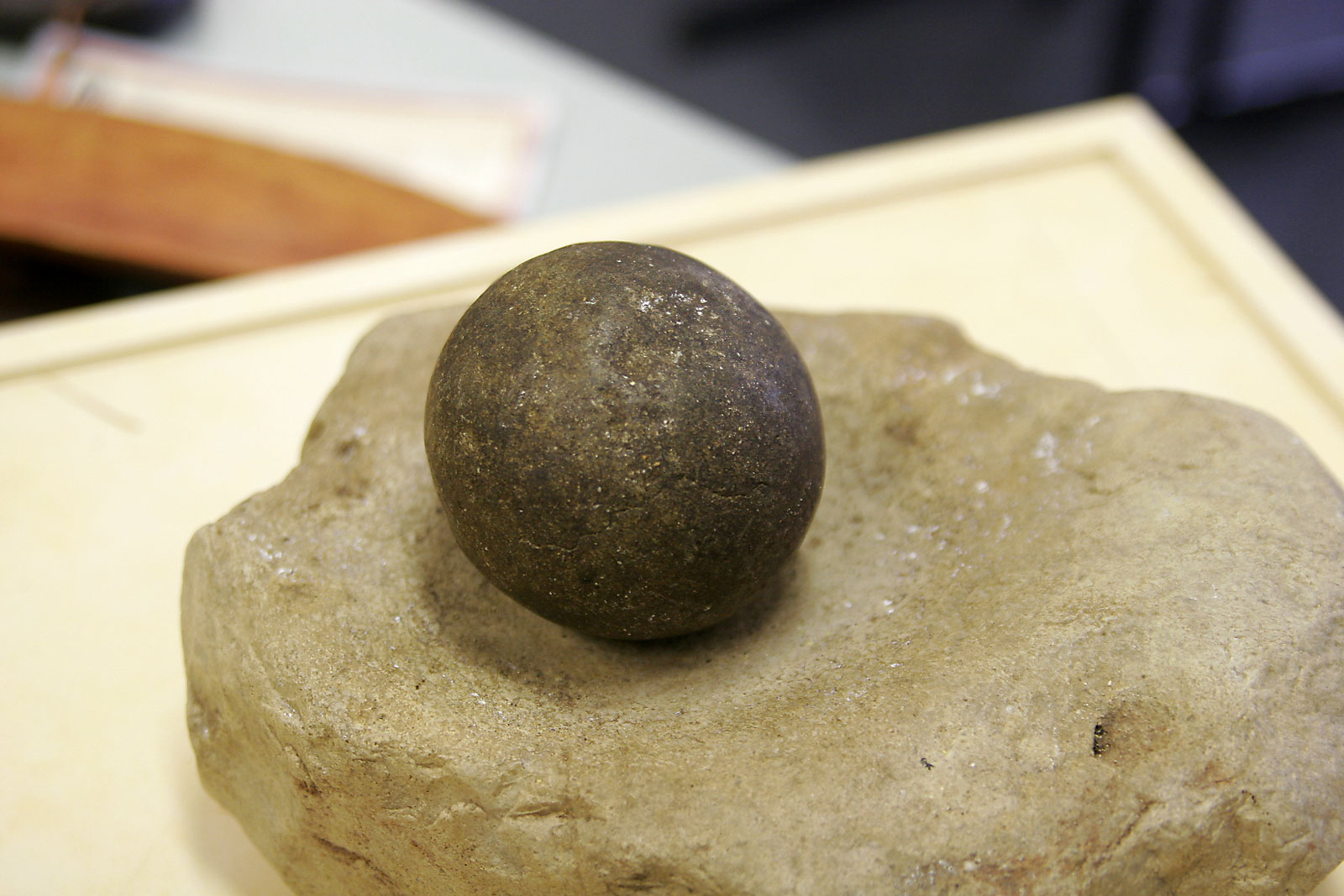
Gnidkvarn från Australien

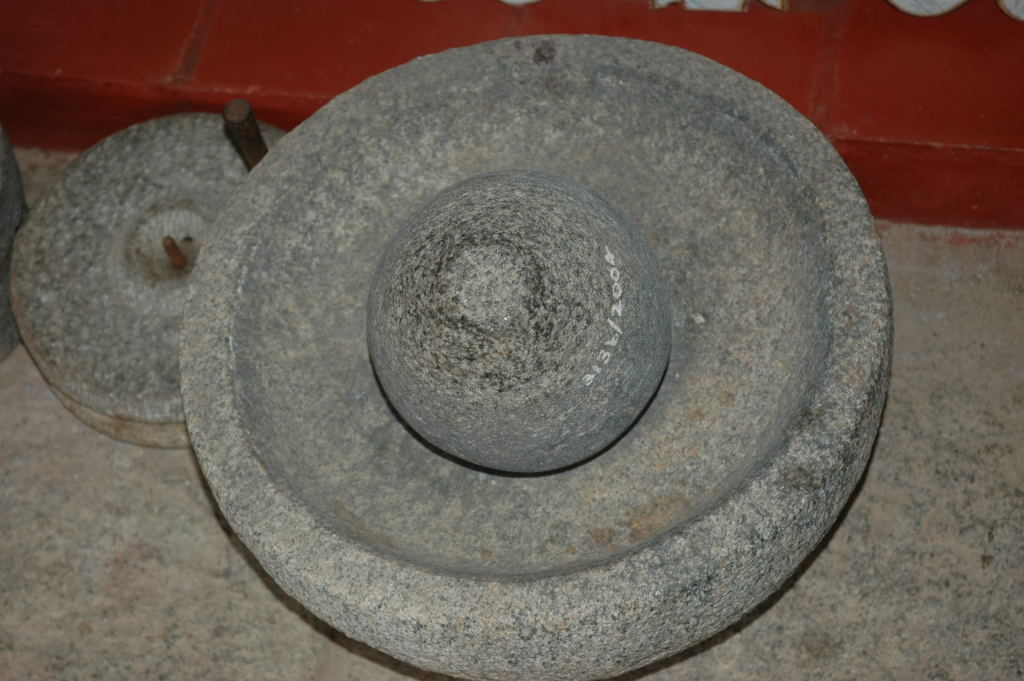
Gnidkvarn

En gnidkvarn var en handkvarn, som var den ursprungliga kvarntypen för att mala säd.
En gnidkvarn består av en fast, bearbetad, oftast skålformad malsten, "underliggare" eller "liggare", och en rörlig, rund gnidsten, "löpare". I Sverige har fynd gjorts av gnidkvarnar från stenåldern fram till medeltiden. Gnidkvarnarna användes för att krossa säd, fröer och nötter, och i också för mala människoben i brandgravar under äldre järnåldern, från ungefär 500 före Kristus.
En senare mer utvecklad kvarntyp för handkraft, eller för användning av dragdjur, var vridkvarnen, som började användas i det romerska riket i början av vår tideräkning och kom till Norden omkring 200 efter Kristus. 
I början av medeltiden introducerades skvaltkvarnar, så kallade grekiska kvarnar, i Sverige, vilka utnyttjade kraften av fallande vatten i bäckar och åar.